# R. Budd Dwyer
Robert Budd Dwyer (sinh ngày 21 tháng 11 năm 1939 – mất ngày 22 tháng 1 năm 1987) là thủ quỹ thứ 30 của bang Pennsylvania. Ngày 22 tháng 1 năm 1987, R. Budd Dwyer tổ chức một buổi hội thảo trước những cáo buộc ông tham nhũng. Tại buổi tường thuật trực tiếp này, Dwyer lôi ra một khẩu súng lục và bắn vào miệng, tự tử trước những người có mặt trong hội trường.